# چهار کوارتت
چهار کوارتت مجموعه ای از چهار شعر است که تی. اس. الیوت سروده و طی یک دوره شش ساله منتشر کرده است. این اشعار جمع آوری نشد تا هنگامی که ناشر الیوت در نیویورک آن ها را در سال ۱۹۴۳ با هم چاپ کرد.
اگرچه بسیاری چهار کوارتت را واپسین اثر عالی الیوت می دانند، بعضی از ناقدان معاصر الیوت، از جمله جورج اورول، از دین داری آشکار الیوت ناراضی بودند. اورول اعتقاد داشت که این موضوع شایسته ای برای نوشتن نیست و در مقایسه با کارهای قبلی شاعر شکستی است.

## به فارسی
مهرداد صمدی و سعید جهان‌پولاد و جواد دانش‌آرا و حامد سلیمان‌تبار هر یک ترجمه ای از چهار کوارتت به فارسی منتشر کرده‌اند.